# Bakrutedekal

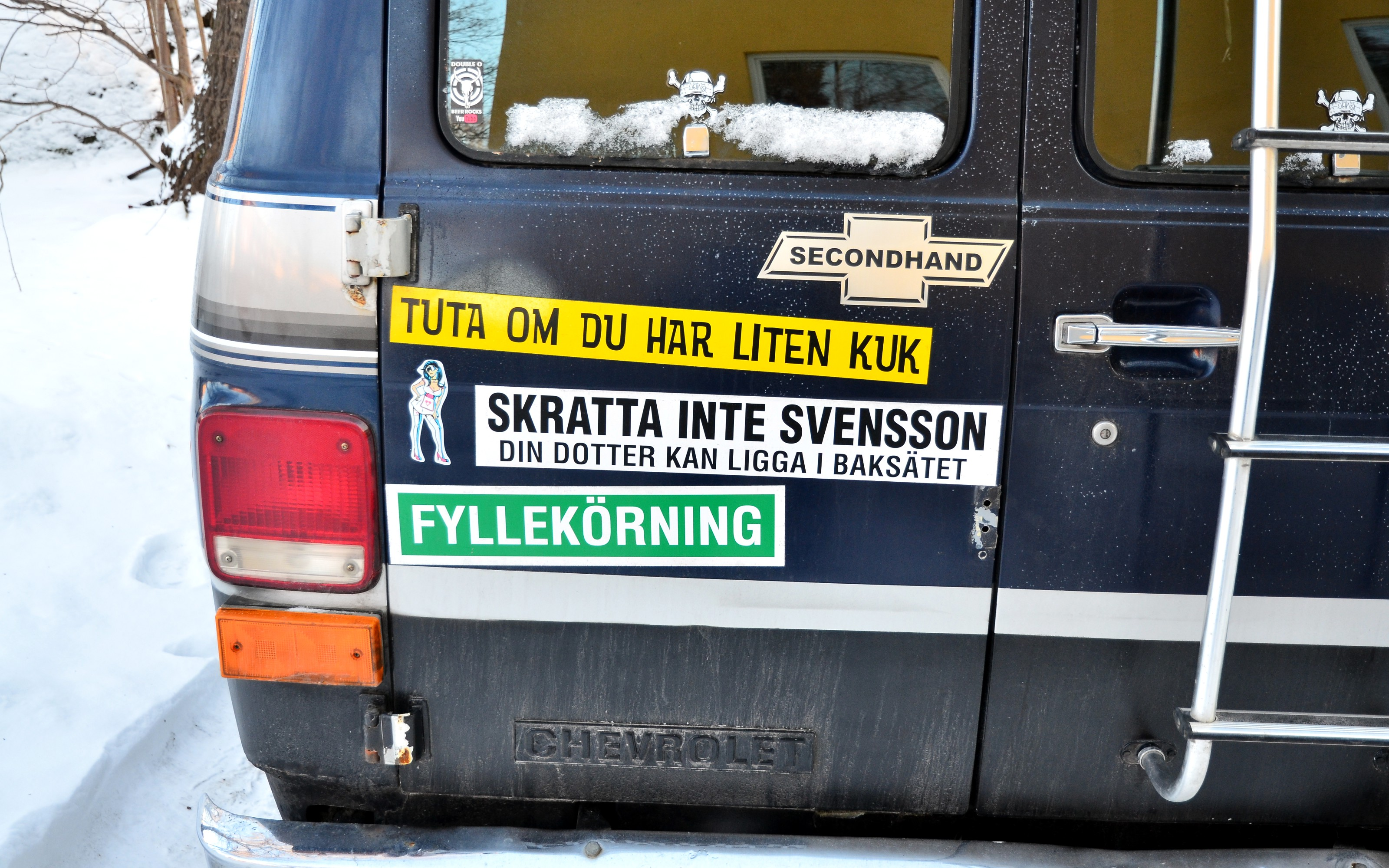
Bakrutedekaler på en Chevrolet skåpbil.

En bakrutedekal eller "streamer" är en dekal som vanligen fästs i bakrutan på en bil. Den är vanligen 80×300 mm och gjord i PVC.
Bakrutedekaler kan vara kommersiella, religiösa, humoristiska eller politiska. De första dekalerna dök upp efter andra världskriget och var då av metall, liknade flaggor eller vimplar och man fäste dem vid stötfångaren med ståltråd. Den självhäftande bakrutedekalen sägs ha uppfunnits av Forest P. Gill.